# John Howell
John Howell (* 14. August 1914 in Hampstead, London, Vereinigtes Königreich; † Januar 1993 in Devon) war ein britischer Filmarchitekt.

## Leben und Wirken
Howell erhielt eine umfassende künstlerische wie filmische Ausbildung und begann noch während des Zweiten Weltkriegs, im Alter von 30 Jahren, seine Laufbahn als Chefarchitekt für eine Auftragsproduktion der Royal Air Force. In den kommenden drei Jahrzehnten entwarf John Howell die Kulissen zu den unterschiedlichsten Unterhaltungsproduktionen, die im Laufe der 1960er Jahre an Format gewannen. 
Howell gestaltete die Bauten zu einer Reihe von ausgesuchten, bisweilen teuer hergestellten, ausstattungsintensiven und stargespickten A-Filmen, darunter Sturm über Jamaika, Khartoum und Casino Royale, die zwar stets einen hohen Schauwert besaßen, aber längst nicht immer bezüglich Inhalt und inszenatorischer Kompetenz überzeugten. In seinen letzten Arbeitsjahren gestaltete John Howell auch das architektonische Erscheinungsbild mehrerer Filme mit Peter Sellers.

## Filmografie
- 1945: Journey Together
- 1946: School for Secrets (nur Spezialeffekte)
- 1947: Fame is the Spur
- 1948: The Guinea Pig
- 1949: Private Angelo
- 1951: Glücklich und verliebt (Happy Go Lovely)
- 1951: Insel der Verheißung (Saturday Island)
- 1952: The Net
- 1953: Verbotene Fracht (Forbidden Cargo )
- 1954: Simba (Simba)
- 1956: Heirate nie in Monte Carlo (Loser Takes All)
- 1956: Das Baby auf dem Schlachtschiff (The Baby and the Battleship)
- 1956: Drei Mann in einem Boot (Three Men in a Boat)
- 1957: Manuela (Manuela)
- 1957: Der lautlose Krieg (Orders to Kill)
- 1958: Velaba ruft (Nor the Moon by Night)
- 1959: Der dritte Mann am Berg (Third Man on the Mountain)
- 1960: Dschungel der 1000 Gefahren (The Swiss Family Robinson)
- 1960: A Weekend With Lulu
- 1961: Hallo, Mr. Twen! (The Young Ones)
- 1962: Flucht aus dem Dunkel (Guns of Darkness)
- 1962: We Joined the Navy
- 1962: Auch die Kleinen wollen nach oben (The Mouse on the Moon)
- 1963: Plädoyer für einen Mörder (Man in the Middle)
- 1964: Sturm über Jamaika (A High Wind in Jamaica)
- 1965: Dolche in der Kasbah (Where the Spies Are)
- 1965: Khartoum (Khartoum)
- 1966: Casino Royale
- 1966: Anruf für einen Toten (The Deadly Affair)
- 1967: Der Spinner (Don’t Raise the Bridge, Lower the River)
- 1967: Hammerhead (Hammerhead)
- 1968: Die besten Jahre des Miss Jean Brodie (The Prime of Miss Jean Brodie)
- 1969: Hello – Goodbye (Hello Goodbye)
- 1969: Die Krücke (The Walking Stick)
- 1970: Ein Mädchen in der Suppe (There’s a Girl in My Soup)
- 1970: Tales of Beatrix Potter
- 1971: Am Tor zur Freiheit liegt der Totenschein (Embassy)
- 1973: Weiche Betten, harte Schlachten (Soft Beds, Hard Battles)